# .aw
.aw è il dominio di primo livello nazionale assegnato ad Aruba.

## Domini di secondo livello
Per le entità commerciali è previsto il dominio di secondo livello .com.aw.